# Skiflug-Weltmeisterschaft 2022
Die 27. Skiflug-Weltmeisterschaft 2022 wurde vom 10. bis zum 13. März 2022 auf dem Vikersundbakken im norwegischen Vikersund ausgetragen.
Titelverteidiger waren im Einzelfliegen Karl Geiger sowie im Teamfliegen Norwegen mit Daniel-André Tande, Johann André Forfang, Robert Johansson und Halvor Egner Granerud. Weltmeister wurden im Einzelfliegen Marius Lindvik sowie im Teamfliegen Slowenien, vertreten durch Domen Prevc, Peter Prevc, Timi Zajc und Anže Lanišek.

## Wahl des Austragungsortes
Die Skiflug-Weltmeisterschaft 2022 wurde am 17. Mai 2018 auf dem 50. FIS-Kongress im griechischen Costa Navarino vergeben. Aufgrund der begrenzten Anzahl von Skifluganlagen weltweit wechseln die Skiflug-Weltmeisterschaften traditionell zwischen den Austragungsorten. Deswegen war das norwegische Vikersund mit dem Vikersundbakken der einzige Bewerber und erhielt den Zuschlag. Damit wurde Vikersund zum fünften Mal zum Austragungsort einer Skiflug-Weltmeisterschaft bestimmt.

## Zeitplan
| Datum         | Ereignis                              |
| ------------- | ------------------------------------- |
| Do., 10. März | Qualifikation                         |
| Fr., 11. März | Einzelwettbewerb, 1. und 2. Durchgang |
| Sa., 12. März | Einzelwettbewerb, 3. und 4. Durchgang |
| So., 13. März | Teamwettbewerb, 1. und 2. Durchgang   |

## Teilnehmende Nationen und Sportler
Bei einer Skiflug-Weltmeisterschaft gelten andere Nationenquoten als bei Wettbewerben des Weltcups, sodass mit Ausnahme der Nation des Titelverteidigers lediglich vier Athleten pro Verband startberechtigt waren, insofern die Sportler die FIS-Kriterien zum Skifliegen erfüllt hatten. Dennoch reisten einige Teams mit bis zu sechs Athleten nach Planica, um erst vor Ort nach dem Training entscheiden zu müssen, welche Springer bei der Qualifikation an den Start gehen durften. In der folgenden Tabelle der teilnehmenden Nationen und Sportler werden auch diejenigen Athleten aufgeführt, die lediglich im Training eingesetzt wurden. Um hervorzuheben, welche Sportler ihr jeweiliges Land beim Einzelfliegen vertreten haben, werden diese fettgedruckt dargestellt. Kursiv geschriebene Springer starteten nicht im Einzel-, dafür aber im Mannschaftswettkampf.
| Nation                      | Anzahl                | Eingesetzt            | Athleten | Athleten                                      |
| Nation                      | Anzahl                | Eingesetzt            | Einzel | Team                                          |
| Europa (elf Nationen)       | Europa (elf Nationen) | Europa (elf Nationen) | Europa (elf Nationen)                                                                                                 | Europa (elf Nationen)                         |
| --------------------------- | --------------------- | --------------------- | --- | --------------------------------------------- |
| Bulgarien                   | 1                     | 1                     | Wladimir Sografski | –                                             |
| Deutschland 1               | 6                     | 5                     | Markus Eisenbichler, Severin Freund, Karl Geiger (TV), Constantin Schmid, Andreas Wellinger, Stephan Leyhe            | Eisenbichler, Freund, Geiger, Wellinger       |
| Estland                     | 2                     | 2                     | Artti Aigro, Kevin Maltsev                                                                                            | –                                             |
| Finnland                    | 4                     | 4                     | Antti Aalto, Kalle Heikkinen, Niko Kytösaho, Eetu Nousiainen                                                          | Aalto, Heikkinen, Kytösaho, Nousiainen        |
| Italien                     | 2                     | 2                     | Giovanni Bresadola, Alex Insam                                                                                        | –                                             |
| Norwegen                    | 6                     | 4 + 1                 | Johann André Forfang, Robert Johansson, Marius Lindvik, Daniel-André Tande, Halvor Egner Granerud, Fredrik Villumstad | Forfang, Granerud, Lindvik, Tande (TV)        |
| Österreich                  | 6                     | 4 + 1                 | Manuel Fettner, Michael Hayböck, Daniel Huber, Stefan Kraft, Jan Hörl, Ulrich Wohlgenannt                             | Fettner, Hayböck, Kraft, Wohlgenannt          |
| Polen                       | 6                     | 4 + 1                 | Kamil Stoch, Paweł Wąsek, Jakub Wolny, Piotr Żyła, Dawid Kubacki, Andrzej Stękała                                     | Kubacki, Stoch, Wolny, Żyła                   |
| Schweiz                     | 3                     | 3                     | Simon Ammann, Gregor Deschwanden, Killian Peier                                                                       | –                                             |
| Slowenien                   | 6                     | 4                     | Anže Lanišek, Domen Prevc, Peter Prevc, Timi Zajc, Lovro Kos, Cene Prevc                                              | Lanišek, D. Prevc, P. Prevc, Zajc             |
| Tschechien                  | 1                     | 1                     | Čestmír Kožíšek | –                                             |
| Asien (drei Nationen)       |                       |                       | |                                               |
| Japan                       | 5                     | 4                     | Naoki Nakamura, Junshirō Kobayashi, Ryōyū Kobayashi, Yukiya Satō, Keiichi Satō                                        | Nakamura, J. Kobayashi, R. Kobayashi, Y. Satō |
| Kasachstan                  | 2                     | 2                     | Sabyrschan Muminow, Danil Wassiljew                                                                                   | –                                             |
| Türkei                      | 3                     | 3                     | Muhammed Ali Bedir, Muhammet İrfan Çintımar, Fatih Arda İpcioğlu                                                      | –                                             |
| Nordamerika (zwei Nationen) |                       |                       | |                                               |
| Kanada                      | 1                     | 1                     | Matthew Soukup | –                                             |
| Vereinigte Staaten          | 1                     | 1                     | Casey Larson | –                                             |

## Einzelfliegen

### Qualifikation
Datum: Donnerstag, 10. März 2022, 15:50 Uhr
| Platz | Athlet                  | Nation             | Weite (m) | Punkte | Qualifikation |
| ----- | ----------------------- | ------------------ | --------- | ------ | ------------- |
| 01    | Stefan Kraft            | Österreich         | 230,0     | 217,9  | Q             |
| 02    | Michael Hayböck         | Österreich         | 233,0     | 210,5  | Q             |
| 03    | Anže Lanišek            | Slowenien          | 221,0     | 207,3  | Q             |
| 04    | Domen Prevc             | Slowenien          | 225,5     | 206,1  | Q             |
| 05    | Marius Lindvik          | Norwegen           | 228,0     | 204,6  | Q             |
| 06    | Karl Geiger             | Deutschland        | 221,5     | 200,9  | Q             |
| 07    | Johann André Forfang    | Norwegen           | 217,5     | 200,2  | Q             |
| 08    | Constantin Schmid       | Deutschland        | 217,0     | 197,1  | Q             |
| 09    | Ryōyū Kobayashi         | Japan              | 213,0     | 193,2  | Q             |
| 10    | Andreas Wellinger       | Deutschland        | 211,5     | 190,2  | Q             |
| 11    | Timi Zajc               | Slowenien          | 215,0     | 188,0  | Q             |
|       | Yukiya Satō             | Japan              | 209,0     | 188,0  | Q             |
| 13    | Markus Eisenbichler     | Deutschland        | 215,5     | 187,2  | Q             |
| 14    | Jakub Wolny             | Polen              | 211,5     | 186,2  | Q             |
| 15    | Piotr Żyła              | Polen              | 211,5     | 185,5  | Q             |
| 16    | Peter Prevc             | Slowenien          | 206,5     | 184,8  | Q             |
| 17    | Robert Johansson        | Norwegen           | 203,0     | 181,7  | Q             |
| 18    | Antti Aalto             | Finnland           | 208,0     | 180,4  | Q             |
| 19    | Niko Kytösaho           | Finnland           | 207,0     | 178,2  | Q             |
| 20    | Severin Freund          | Deutschland        | 206,5     | 178,0  | Q             |
| 21    | Artti Aigro             | Estland            | 204,0     | 177,2  | Q             |
| 22    | Daniel-André Tande      | Norwegen           | 203,5     | 176,9  | Q             |
| 23    | Kamil Stoch             | Polen              | 202,5     | 176,4  | Q             |
| 24    | Giovanni Bresadola      | Italien            | 202,0     | 176,1  | Q             |
| 25    | Eetu Nousiainen         | Finnland           | 204,5     | 175,5  | Q             |
| 26    | Simon Ammann            | Schweiz            | 207,5     | 174,4  | Q             |
| 27    | Manuel Fettner          | Österreich         | 201,0     | 174,2  | Q             |
| 28    | Gregor Deschwanden      | Schweiz            | 195,0     | 167,4  | Q             |
| 29    | Naoki Nakamura          | Japan              | 197,0     | 167,3  | Q             |
| 30    | Paweł Wąsek             | Polen              | 197,0     | 165,3  | Q             |
| 31    | Alex Insam              | Italien            | 189,5     | 157,2  | Q             |
| 32    | Junshirō Kobayashi      | Japan              | 181,5     | 147,2  | Q             |
| 33    | Casey Larson            | Vereinigte Staaten | 181,0     | 144,2  | Q             |
| 34    | Sabyrschan Muminow      | Kasachstan         | 178,0     | 141,7  | Q             |
| 35    | Kevin Maltsev           | Estland            | 178,0     | 140,5  | Q             |
| 36    | Killian Peier           | Schweiz            | 172,5     | 139,3  | Q             |
| 37    | Wladimir Sografski      | Bulgarien          | 178,0     | 138,1  | Q             |
| 38    | Fatih Arda İpcioğlu     | Türkei             | 170,5     | 132,6  | Q             |
| 39    | Daniel Huber            | Österreich         | 165,0     | 129,3  | Q             |
| 40    | Matthew Soukup          | Kanada             | 158,0     | 116,0  | Q             |
| 41    | Kalle Heikkinen         | Finnland           | 159,0     | 115,9  |               |
| 42    | Muhammed Ali Bedir      | Türkei             | 154,0     | 112,4  |               |
| 43    | Čestmír Kožíšek         | Tschechien         | 155,5     | 109,3  |               |
| 44    | Danil Wassiljew         | Kasachstan         | 157,5     | 108,3  |               |
| 45    | Muhammet İrfan Çintımar | Türkei             | 139,0     | 088,3  |               |

### Wettbewerb
Datum: Freitag, 11. März 2022, 16:30 Uhr (1. und 2. Durchgang), Samstag, 12. März 2022, 16:30 Uhr (3. und 4. Durchgang)
| Platz | Athlet               | Nation             | 1. Durchgang | 1. Durchgang | 2. Durchgang  | 2. Durchgang  | 3. Durchgang     | 3. Durchgang     | 4. Durchgang     | 4. Durchgang     | Gesamt- punkte |
| Platz | Athlet               | Nation             | Weite (m)    | Punkte       | Weite (m)     | Punkte        | Weite (m)        | Punkte           | Weite (m)        | Punkte           | Gesamt- punkte |
| ----- | -------------------- | ------------------ | ------------ | ------------ | ------------- | ------------- | ---------------- | ---------------- | ---------------- | ---------------- | -------------- |
| 01    | Marius Lindvik       | Norwegen           | 232,5        | 227,4        | 226,5         | 230,1         | 230,0            | 200,4            | 224,5            | 196,3            | 854,2          |
| 02    | Timi Zajc            | Slowenien          | 242,5        | 220,0        | 218,0         | 216,5         | 243,5            | 193,4            | 235,5            | 214,4            | 844,3          |
| 03    | Stefan Kraft         | Österreich         | 225,5        | 217,9        | 230,0         | 233,1         | 227,0            | 196,7            | 213,0            | 189,8            | 837,5          |
| 04    | Peter Prevc          | Slowenien          | 236,0        | 219,0        | 207,5         | 200,6         | 237,0            | 198,1            | 223,0            | 190,5            | 808,2          |
| 05    | Anže Lanišek         | Slowenien          | 230,0        | 220,1        | 211,5         | 206,5         | 221,0            | 177,4            | 231,0            | 202,1            | 806,1          |
| 06    | Domen Prevc          | Slowenien          | 231,5        | 215,0        | 222,5         | 222,6         | 222,5            | 188,5            | 216,0            | 176,1            | 802,2          |
| 07    | Michael Hayböck      | Österreich         | 227,5        | 208,3        | 209,0         | 201,2         | 217,0            | 178,4            | 227,0            | 193,0            | 780,9          |
| 08    | Karl Geiger          | Deutschland        | 209,0        | 195,9        | 199,0         | 194,0         | 234,5            | 192,6            | 220,5            | 186,7            | 769,2          |
| 09    | Yukiya Satō          | Japan              | 225,5        | 199,8        | 210,5         | 202,9         | 221,0            | 178,9            | 218,0            | 182,6            | 764,2          |
| 10    | Johann André Forfang | Norwegen           | 223,0        | 201,7        | 212,0         | 206,1         | 208,5            | 165,6            | 216,0            | 181,7            | 755,1          |
| 11    | Jakub Wolny          | Polen              | 219,0        | 194,3        | 197,0         | 199,7         | 213,5            | 165,6            | 221,5            | 186,0            | 745,6          |
| 12    | Severin Freund       | Deutschland        | 206,5        | 181,2        | 209,0         | 204,1         | 213,0            | 165,8            | 221,5            | 192,4            | 743,5          |
| 13    | Ryōyū Kobayashi      | Japan              | 204,5        | 193,9        | 208,5         | 208,9         | 195,5            | 146,7            | 218,5            | 188,4            | 737,9          |
| 14    | Andreas Wellinger    | Deutschland        | 216,5        | 195,5        | 187,5         | 187,5         | 193,0            | 156,5            | 219,5            | 191,9            | 731,4          |
| 15    | Piotr Żyła           | Polen              | 215,0        | 191,3        | 187,0         | 183,1         | 225,0            | 184,2            | 209,5            | 167,1            | 725,7          |
| 16    | Manuel Fettner       | Österreich         | 216,5        | 190,5        | 197,5         | 191,7         | 193,5            | 152,7            | 213,0            | 184,2            | 719,1          |
| 17    | Constantin Schmid    | Deutschland        | 206,0        | 180,6        | 206,0         | 203,5         | 197,0            | 148,3            | 213,5            | 182,0            | 714,4          |
| 18    | Markus Eisenbichler  | Deutschland        | 185,0        | 165,4        | 204,5         | 196,5         | 213,5            | 170,2            | 206,0            | 177,9            | 710,0          |
| 19    | Artti Aigro          | Estland            | 207,0        | 177,7        | 208,0         | 197,9         | 208,5            | 167,6            | 201,5            | 166,7            | 709,9          |
| 20    | Daniel-André Tande   | Norwegen           | 197,5        | 167,1        | 201,5         | 188,5         | 207,5            | 162,8            | 215,0            | 188,2            | 706,6          |
| 21    | Giovanni Bresadola   | Italien            | 207,0        | 177,3        | 204,0         | 196,5         | 218,0            | 175,3            | 187,5            | 150,2            | 699,3          |
| 22    | Kamil Stoch          | Polen              | 206,5        | 179,1        | 196,0         | 186,9         | 223,5            | 185,2            | 175,5            | 128,4            | 679,6          |
| 23    | Simon Ammann         | Schweiz            | 197,0        | 164,7        | 196,0         | 182,6         | 196,5            | 147,0            | 201,0            | 166,3            | 660,6          |
| 24    | Gregor Deschwanden   | Schweiz            | 185,5        | 152,8        | 201,0         | 188,4         | 200,0            | 153,9            | 199,5            | 164,6            | 659,7          |
| 25    | Paweł Wąsek          | Polen              | 196,0        | 164,7        | 181,5         | 164,7         | 208,5            | 160,4            | 200,0            | 167,0            | 656,8          |
| 26    | Eetu Nousiainen      | Finnland           | 204,5        | 174,6        | 173,5         | 157,6         | 191,5            | 145,5            | 190,5            | 154,6            | 632,3          |
| 27    | Niko Kytösaho        | Finnland           | 192,5        | 157,8        | 199,0         | 187,9         | 162,0            | 104,8            | 191,5            | 154,5            | 605,0          |
| 28    | Antti Aalto          | Finnland           | 194,0        | 159,5        | 186,0         | 171,4         | 200,0            | 149,8            | 160,0            | 121,9            | 602,6          |
| 29    | Alex Insam           | Italien            | 188,0        | 153,3        | 185,5         | 172,8         | 172,5            | 112,0            | 181,0            | 143,8            | 581,9          |
| 30    | Robert Johansson     | Norwegen           | 231,0        | 219,9        | 206,0         | 200,5         | nicht angetreten | nicht angetreten | nicht angetreten | nicht angetreten | 420,4          |
| 31    | Killian Peier        | Schweiz            | 180,0        | 145,6        | ausgeschieden | ausgeschieden | ausgeschieden    | ausgeschieden    | ausgeschieden    | ausgeschieden    | 145,6          |
| 32    | Kevin Maltsev        | Estland            | 176,0        | 141,4        | ausgeschieden | ausgeschieden | ausgeschieden    | ausgeschieden    | ausgeschieden    | ausgeschieden    | 141,4          |
| 33    | Junshirō Kobayashi   | Japan              | 175,0        | 137,5        | ausgeschieden | ausgeschieden | ausgeschieden    | ausgeschieden    | ausgeschieden    | ausgeschieden    | 137,5          |
| 34    | Wladimir Sografski   | Bulgarien          | 172,0        | 134,0        | ausgeschieden | ausgeschieden | ausgeschieden    | ausgeschieden    | ausgeschieden    | ausgeschieden    | 134,0          |
| 35    | Fatih Arda İpcioğlu  | Türkei             | 165,5        | 131,5        | ausgeschieden | ausgeschieden | ausgeschieden    | ausgeschieden    | ausgeschieden    | ausgeschieden    | 131,5          |
| 36    | Sabyrschan Muminow   | Kasachstan         | 172,5        | 131,2        | ausgeschieden | ausgeschieden | ausgeschieden    | ausgeschieden    | ausgeschieden    | ausgeschieden    | 131,2          |
| 37    | Naoki Nakamura       | Japan              | 166,0        | 123,4        | ausgeschieden | ausgeschieden | ausgeschieden    | ausgeschieden    | ausgeschieden    | ausgeschieden    | 123,4          |
| 38    | Daniel Huber         | Österreich         | 141,0        | 102,1        | ausgeschieden | ausgeschieden | ausgeschieden    | ausgeschieden    | ausgeschieden    | ausgeschieden    | 102,1          |
| 39    | Matthew Soukup       | Kanada             | 143,0        | 096,2        | ausgeschieden | ausgeschieden | ausgeschieden    | ausgeschieden    | ausgeschieden    | ausgeschieden    | 096,2          |
| 40    | Casey Larson         | Vereinigte Staaten | 139,5        | 092,5        | ausgeschieden | ausgeschieden | ausgeschieden    | ausgeschieden    | ausgeschieden    | ausgeschieden    | 092,5          |

## Teamfliegen
Datum: Sonntag, 13. März 2022, 16:30 Uhr
| Platz | Nation/ Athleten                                                                      | 1. Durchgang            | 1. Durchgang                  | 2. Durchgang            | 2. Durchgang                  | Gesamt- punkte |
| Platz | Nation/ Athleten                                                                      | Weite (m)               | Punkte                        | Weite (m)               | Punkte                        | Gesamt- punkte |
| ----- | ------------------------------------------------------------------------------------- | ----------------------- | ----------------------------- | ----------------------- | ----------------------------- | -------------- |
| 01    | Slowenien Domen Prevc Peter Prevc Timi Zajc Anže Lanišek                              | 222,0 231,0 229,5 234,0 | 863,1 207,5 212,3 217,7 225,6 | 217,0 221,5 228,5       | 848,4 203,0 209,0 225,2 211,2 | 1711,5         |
| 02    | Deutschland Severin Freund Andreas Wellinger Markus Eisenbichler Karl Geiger          | 211,5 226,5 211,5 222,0 | 799,7 196,4 206,7 184,6 212,0 | 201,0 206,5 213,0 238,0 | 783,8 179,8 188,8 193,7 221,5 | 1583,5         |
| 03    | Norwegen Johann André Forfang Daniel-André Tande Halvor Egner Granerud Marius Lindvik | 210,5 201,5 219,0 221,5 | 778,7 194,5 174,3 197,7 212,2 | 210,5 192,5 222,0 228,0 | 780,9 197,7 167,9 201,8 213,5 | 1559,6         |
| 04    | Österreich Michael Hayböck Ulrich Wohlgenannt Manuel Fettner Stefan Kraft             | 216,0 210,0 213,0 224,0 | 785,9 200,8 184,6 185,9 214,6 | 213,5 196,5 217,0 220,0 | 766,8 198,3 172,6 195,5 200,4 | 1552,7         |
| 05    | Polen Piotr Żyła Dawid Kubacki Kamil Stoch Jakub Wolny                                | 210,5 213,0 194,0 215,5 | 728,0 190,8 182,0 160,4 194,8 | 201,5 212,0 221,5 231,0 | 767,8 183,8 191,1 181,1 211,8 | 1495,8         |
| 06    | Japan Yukiya Satō Naoki Nakamura Junshirō Kobayashi Ryōyū Kobayashi                   | 215,5 186,5 189,5 224,5 | 712,0 200,8 151,0 153,4 206,8 | 223,5 193,0 202,0 210,0 | 721,9 209,7 166,8 155,2 190,2 | 1433,9         |
| 07    | Finnland Antti Aalto Eetu Nousiainen Kalle Heikkinen Niko Kytösaho                    | 169,0 222,0 154,5 196,5 | 605,7 132,2 193,5 110,5 169,5 | 184,0 184,5 158,0 179,5 | 577,1 157,7 156,2 113,3 149,9 | 1182,8         |

## Medaillenspiegel
| Platz  | Land        | Gold | Silber | Bronze | Gesamt |
| ------ | ----------- | ---- | ------ | ------ | ------ |
| 1.     | Slowenien   | 1    | 1      | 0      | 2      |
| 2.     | Norwegen    | 1    | 0      | 1      | 2      |
| 3.     | Deutschland | 0    | 1      | 0      | 1      |
| 4.     | Österreich  | 0    | 0      | 1      | 1      |
| Gesamt | Gesamt      | 2    | 2      | 2      | 6      |